# Douglas Matera
Douglas Matera (Rio de Janeiro, 8 de maio de 1993) é um nadador paralímpico brasileiro.

## Biografia
Douglas nasceu com retinose pigmentar, uma mutação genética hereditária que causa perda gradual de visão. Foi atleta de natação convencional desde jovem e parou em 2009. Em 2017, depois de o irmão Thomaz Matera ter participado dos Jogos Paralímpicos Rio 2016, foi incentivado a ingressar na natação adaptada. 
Em 2019 disputou os Jogos Parapan-Americanos de Lima, no Peru, conquistando seis medalhas ao todo, sendo 3 ouros (100m costas, 400m livre e 100m borboleta) e 3 pratas (50m e 100m livre, 200m medley individual), todos na categoria S13.
Ele competiu nos Jogos Paralímpicos de Verão de 2020 em Tóquio, onde conquistou a medalha de prata na prova de revezamento misto 4x100m livre misto 49 pontos.
No Campeonato Mundial realizado em 2022, na Madeira, em Portugal, foi medalha de ouro no revezamento 4x100m livre misto 49 pontos.
No ano seguinte, faturou mais três medalhas no Mundial de 2023, em Manchester, na Inglaterra: ouro nos 100m borboleta e no revezamento 4x100m medley misto 49 pontos, além de um bronze nos 100m costas.
Nos Jogos Parapan-Americanos de 2023, em Santiago, no Chile, Douglas foi o maior medalhista da competição com oito medalhas de ouro: 100m borboleta (S12), 100m costas (S12), 100m livre (S12), 200m medley (SM13), 50m livre (S13), 400m livre (S13), revezamentos 4x100m medley misto 49 pontos e 4x100m livre misto 49 pontos.